# Triceratops (banda)
Triceratops (トライセラトップス Toraiseratoppusu?) es una banda japonesa power trio de pop-rock formada en 1996. Su trabajo ha sido comparado con Do As Infinity.
La banda fue influenciada por la invasión Británica con bandas como The Beatles y los Rolling Stones, la banda irlandesa U2 y artistas estadounidenses como Michael Jackson y Weezer. Las canciones de la banda se caracterizan por líneas fuertes y melódicas, armonías y fuertes influencias de rock and roll y blues. [cita requerida]

## Miembros
Los miembros de la banda son:
- Wada Shō (和田 唱?): guitarra, vocalista principal.
- Hayashi Kōji (林 幸治?): bajo, vocales de fondo.
- Yoshida Yoshifumi (吉田 佳史?): batería, vocales de fondo.

## Discografía

### Sencillos[2]
1. Raspberry (21 de julio de 1997)
2. Kanojo no Shinion (彼女のシニヨン?) (22 de octubre de 1997)
3. Rocket ni Notte (ロケットに乗って Roketto ni Notte?)
4. Mascara & Mascaras (マスカラ&マスカラス Masukara ando Masukarasu?) (15 de julio de 1998)
5. Gothic Ring (ゴシックリング Goshikku Ringu?) (7 de octubre de 1998)
6. Fever (FEVER) (21 de noviembre de 1998)
7. Guatemala (24 de febrero de 1999)
8. Going to the Moon (GOING TO THE MOON) (19 de mayo de 1999)
9. if (8 de septiembre de 1999)
10. Second Coming (SECOND COMING) (20 de octubre de 1999)
11. Universe (UNIVERSE) (8 de diciembre de 1999)
12. Groove Walk (GROOVE WALK) (21 de junio de 2000)
13. Fall Again (25 de octubre de 2000)
14. Believe the Light (con Lisa) (2001)
15. 2020 (1 de mayo de 2002)
16. Fly Away (31 de julio de 2002)
17. Tattoo (TATTOO) (19 de noviembre de 2003)
18. Rock Music (ROCK MUSIC) (28 de enero de 2004)
19. Jewel (20 de octubre de 2004)
20. The Captain (THE CAPTAIN) (26 de enero de 2005)
21. Transformer (トランスフォーマー Toransufōmaa?) (22 de marzo de 2006)
22. 33 (21 de junio de 2006)
23. Bokura no Ippo (僕らの一歩?) (21 de septiembre de 2006)
24. Loony's Anthem (4 de agosto de 2008)
25. Made In Love (1 de octubre de 2008)

### Álbumes

#### Álbumes de estudio[3]
1. Triceratops (Bounce ban) (TRICERATOPS [ BOUNCE盤 ]?) (25 de mayo de 1997)
2. Triceratops (21 de marzo de 1998)
3. The Great Skeleton's Music Guide Book (2 de diciembre de 1998)
4. A Film About the Blues (10 de noviembre de 1999)
5. King of the Jungle (21 de febrero de 2001)
6. Dawn World (9 de octubre de 2002)
7. Licks & Rocks (18 de febrero de 2004)
8. The 7th Voyage of Triceratops (2 de marzo de 2005)
9. Level 32 (1 de noviembre de 2006)
10. Made In Love (8 de octubre de 2008)
11. We Are One (8 de septiembre de 2010)

#### Compilaciones y álbumes en vivo
1. Triceratops Greatest 1997-2001 (2 de enero de 2003) (Compilación)
2. Don't Stop the Noise! The Best Singles & B-Sides 1997-2007 (25 de julio de 2007) (Compilación)
3. Shake Your Hip!! (20 de febrero de 2008) (álbum en vivo)

#### DVD
1. Live! "A Film about the Blues" Tour (21 de junio de 2000)
2. Mascara & Mascaras ~Triceratops Short Films~ (マスカラ&マスカラス～TRICERATOPS SHORT FILMS～ Masukara ando Masukarasu ~TRICERATOPS SHORT FILMS~?) (21 de febrero de 2001)
3. Triceratops Short Films II (21 de febrero de 2001)
4. Triceratops Short Films III (21 de febrero de 2001)
5. Triceratops Greatest 1997-2001 Live History (2 de enero de 2003)
6. Live Warp!!! (25 de enero de 2006)
7. Short Films IV (1 de noviembre de 2006)